# Пунза, Мэтьюс
Мэтьюс Пунза (англ. Mathews Punza, род. 27 апреля 1988 года) — замбийский дзюдоист, участник и знаменосец делегации Замбии на церемонии открытия Олимпийских игр 2016 года, проходивших в Рио-де-Жанейро.
Пунза начал заниматься дзюдо в возрасте 6 лет, посещая занятия в Полицейском Колледже Лилайи. Во взрослом возрасте стал офицером полиции.

## Карьера
В 2015 году вместе со своим спарринг-партнёром Боасом Мунйонгой в рамках обучающей программы Международной федерации дзюдо отправился в Узбекистан. В связи с проблемами с получением виз Пунза и Мунйонга не смогли принять участие в Открытом чемпионате Европы по дзюдо 2016. Несмотря на это, Пунза всё же смог квалифицироваться на Олимпийские игры в Рио-де-Жанейро, набрав достаточное количество баллов, чтобы получить континентальную квоту.
В 2016 году он принял участие в летних Олимпийских играх, где стал знаменосцем команды Замбии на церемонии открытия. В мужском турнире Олимпиады по дзюдо в категории до 66 кг Пунза в 1/16 финала одолел израильтянина Голана Поллака, однако уже в следующем раунде уступил Адриану Гомбачу из Словении и не смог вмешаться в борьбу за медали.